# Lingua ngumbur
La lingua ngumbur (anche ngomburr, ngurmbur è una lingua australiana aborigena estinta della Terra di Arnhem, nel Territorio del Nord (in Australia). Interviste a persone appartenenti all'omonimo gruppo culturale sono state effettuate tra il 2003 e il 2004 nel parco nazionale Kakadu. Nel 1981 era stato registrato un solo locutore.
Si hanno pochissime informazioni sulla lingua, ma si ipotizza che sia strettamente collegata all'Umbugarla, di cui potrebbe essere stato un dialetto.
Esiste una registrazione datata al 23 settembre 1981 effettuata da Butcher Knight presso il Patonga Waterhole ed ottenuta da Gavan Breen. Il suo contenuto è riportato in undici pagine contenenti frammenti di vocabolario e frasi nella lingua ngumbur. Breen stesso commenta "record quality poor", indicando la bassa qualità della registrazione.
A confermare la poca chiarezza nella distinzione dall'Umbugarla, anche per quest'ultima viene menzionato il documento di Breen.